# International Boxing Federation
De International Boxing Federation (IBF) werd opgericht in 1983 en is een van de belangrijkste wereldwijde boksbonden.